# Ippon
Ippon (一本, um) é um termo utilizado em competições de artes marciais japonesas, como karatê e judô, significando "um (ponto" completo").
No judô, recebe esta pontuação a projeção (queda) realizada com força, velocidade e controle, com queda sobre as costas, ou quando sejam aplicadas imobilizações, dentro de um tempo determinado, ou pela desistência ou incapacitação do adversário em casos de estrangulamentos ou chaves de braço; caso ocorra, a luta termina, podendo assim a luta resolver-se em um único golpe.
Ainda, no caso de dois waza-ari consecutivos pelo mesmo atleta, garante-se um ippon (waza-ari awasete ippon, ou seja, ippon por combinação de dois waza-ari).
No karatê, equivale a um golpe que resulte na queda do oponente ou que não tenha dado chance de defesa, desde que o lutador mostre total controle de si e do adversário; observada a presença da forma correta das técnicas, espírito de luta, concentração, noções de espaço e tempo e vigor, será atribuído o ponto. O sistema de pontuação usado, pode ou não terminar a luta. Também é ippon um chute no rosto.